# Kilian Grant
Kilian Grant Carvalheira (* 18. Mai 1994 in Figueres) ist ein spanischer Fußballspieler.

## Karriere
Grant begann seine Karriere bei Espanyol Barcelona. 2012 spielte er erstmals für die Zweitmannschaft. Im Januar 2014 wurde er an die UE Olot verliehen. Im Sommer 2014 wechselte er zu Real Saragossa B. Mit Saragossa B musste er 2014/15 aus der Segunda División B in die Tercera División absteigen.
Im Dezember 2015 gab er schließlich sein Debüt für die Profis von Real Saragossa in der Segunda División; er wurde am 18. Spieltag der Saison 2015/16 gegen Gimnàstic de Tarragona in der 65. Minute eingewechselt.
Im Sommer 2016 wechselte er in die Tercera División zum AD Almudévar, dem Farmteam des SD Huesca. Im September 2016 debütierte er am dritten Spieltag der Saison 2016/17 für die Profis von Huesca in der Segunda División.